# Carios puertoricensis
Carios puertoricensis är en fästingart som beskrevs av Fox 1947. Carios puertoricensis ingår i släktet Carios och familjen mjuka fästingar. Inga underarter finns listade.